# エリザベタ・サマドワ＝ルバン
エリザベタ・サマドワ＝ルバン（ウクライナ語: Єлизавета Самадова、ラテン文字転写: Yelyzaveta Samadova-Ruban、1995年3月3日 - ）は、ウクライナ出身でアゼルバイジャン国籍の女子バレーボール選手。アゼルバイジャン代表。

## 来歴

### クラブチーム
ウクライナ・ハルキウ出身。2012年にアゼルバイジャンへ移住し、2014年にアゼルバイジャン国籍を取得。同年にラビタ・バクーへ入団。3年間在籍し、アゼルバイジャンスーパーリーグでは優勝2回、準優勝1回を果たした。また、2016/17シーズンの国内リーグではベストスパイカー、ベストサーバー部門でトップの活躍をみせMVPに選ばれた。2017年6月、イタリアセリエA1のサヴィーノ・デルベーネ・スカンディッチとの契約に合意し、2017/18シーズンのセリエA1リーグでは3位となった。2018年10月、ロシアのLeningradka Saint Petersburgへ移籍することが発表され、2018/19、2019/20シーズンのロシアスーパーリーグでは8位となった。その後、産休の期間を経て、2021年12月にトルコのBolu Bld.への入団が発表され、2021/22シーズンのトルコリーグには途中から参戦した。2022年9月、ルーマニアのCSM Lugojと契約し、2022/23シーズンはルーマニアカップで優勝、ルーマニアリーグで3位となった。2024年7月、ルーマニアのCSMヴォレイ・アルバ・ブラジへの入団がチームのインスタグラムにて発表された。

### 代表チーム
アンダーカテゴリーの代表として2011年、U-18欧州選手権に出場した。2014年、シニア代表に初選出され、同年のヨーロッパリーグでデビューした。2017年、自国開催となった欧州選手権に出場し4位となった。2018年、日本で開催された世界選手権に出場した。2019年、東京五輪大陸間予選、欧州選手権に出場した。2023年、代表復帰し、同年9月の欧州選手権に出場した。

## 球歴
- 世界選手権 - 2018年
- オリンピック予選 - 2019年
- 欧州選手権 - 2017年、2019年、2023年

## 受賞歴
- 2017年 - 2016/17アゼルバイジャンスーパーリーグ MVP
- 2023年 - ルーマニアカップ MVP

## 所属クラブ
- Telekom Baku（2012-2014年）
- ラビタ・バクー（2014-2017年）
- Le Cannet VB（2017-2018年）
- サヴィーノ・デルベーネ・スカンディッチ（2017-2018年）
- Leningradka Saint Petersburg（2018-2020年）
- Bolu Bld.（2021-2022年）
- CSM Lugoj（2022-2024年）
- CSMヴォレイ・アルバ・ブラジ（2024年-）